# Okręg wyborczy Don Valley
Okręg wyborczy Don Valley powstał w 1918 r. i wysyła do brytyjskiej Izby Gmin jednego deputowanego. Okręg obejmuje południową część miasta Doncaster w południowym Yorkshire.

## Deputowani do brytyjskiej Izby Gmin z okręgu Don Valley
- 1918–1922: James Walton, Partia Pracy i Narodowi Demokraci
- 1922–1959: Tom Williams, Partia Pracy
- 1959–1979: Richard Kelley, Partia Pracy
- 1979–1983: Michael Welsh, Partia Pracy
- 1983–1997: Martin Redmond, Partia Pracy
- 1997–2019: Caroline Flint, Partia Pracy
- 2019- : Nick Fletcher, Partia Konserwatywna